# Невідомий солдат (фільм, 1984)
«Невідомий солдат» (рос. «Неизвестный солдат») — російський радянський художній фільм 1984 року режисерів Григорія Аронова і Вадима Зобіна за однойменною повістю Анатолія Рибакова. Продовження телефільму «Канікули Кроша».

## Сюжет
Чи не потрапивши до інституту, Сергій Крашенинников приїжджає до діда в невелике містечко і починає працювати в дорожній будівельній бригаді. В ході робіт будівельники виявляють солдатську могилу. Сергію доручають з'ясувати особу загиблого. Він починає пошук…

## У ролях
- Василь Фунтіков
- Микола Гринько
- Людмила Новосьолова
- Роберт Спиричев
- Юрій Оськін
- Іван Шабалтас
- Ігор Класс
- Павло Бєлозьоров
- Артур Богатов
- Ернст Романов
- Микола Гаєвський
- Галина Левіна
- Анатолій Котенєв
- Наталія Хорохоріна
- Капітоліна Іллєнко
- Стефанія Станюта
- Галина Макарова
- Віктор Мамаєв
- Ірина Гольцова
- Володимир Кузнєцов
- Ксенія Козьміна
- Андрій Манке
- Ніна Гребешкова
- Георгій Всеволодов

## Творча група
- Сценарій: Анатолій Рибаков
- Режисер: Григорій Аронов, Вадим Зобін
- Оператор: Володимир Трофимов
- Композитор: Ісаак Шварц